# Edmund von Boch
Edmund von Boch (* 30. Januar 1845 in Mettlach; † 8. Februar 1931 ebenda) war ein deutscher Diplomingenieur und Fabrikant aus der Familiendynastie Villeroy & Boch.

## Leben

### Herkunft und Familie
Edmund von Bach entstammte der Fabrikantenfamilie Boch und war der Sohn des Eugen von Boch und dessen Ehefrau Oktavie Villeroy (1823–1899, Tochter des Großindustriellen Charles Villeroy). Seine Geschwister waren René (1843–1908), Esther (1847–1919), Marie (1851–1902), Louise (1855–1928), Alice (1860–1944) und Alfred (1860–1943).
1879 heiratete er Elisabeth Pescatore (1861–1927), mit der er die Kinder Marguerite (1880–1965), Edmée (1882–1922), Marie (1884–1930) und Adolf (1888–1962) hatte.

### Unternehmerisches Wirken
Nach dem Studium der Ingenieurwissenschaften mit Abschluss zum Diplomingenieur kam er in das väterliche Unternehmen und übernahm 1868 von seinem Vater die Leitung der Steingutfabrik Mettlach. Im Jahr darauf wurde in Mettlach eine Mosaikfabrik errichtet, deren Leiter sein Bruder René wurde.
1878/1879 erbaute er das Schloss Ziegelberg im Stil der Neorenaissance. Ebenso entstanden ein Forsthaus sowie Remisen- und Wirtschaftsgebäude. 1939 wurde die Anlage mitsamt dem Park an die Gemeinde Mettlach verkauft.

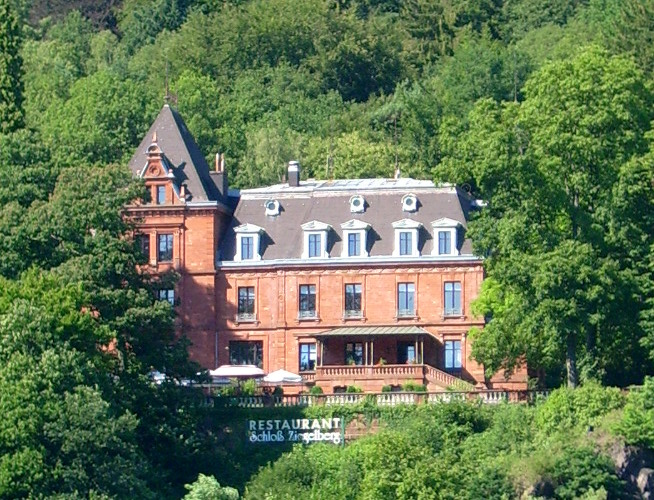
Schloss Ziegelberg, 1878/1879 von Edmund von Boch erbaut

Er betätigte sich politisch, war Deputierter im Kreistag des 
Kreises Merzig und ehrenamtlich als Schiedsmann tätig.

## Ehrungen
- 1893–1919 Ehrenbürgermeister von Mettlach
- 1910 Ehrenmitglied des TuS Brotdorf